# For king and country

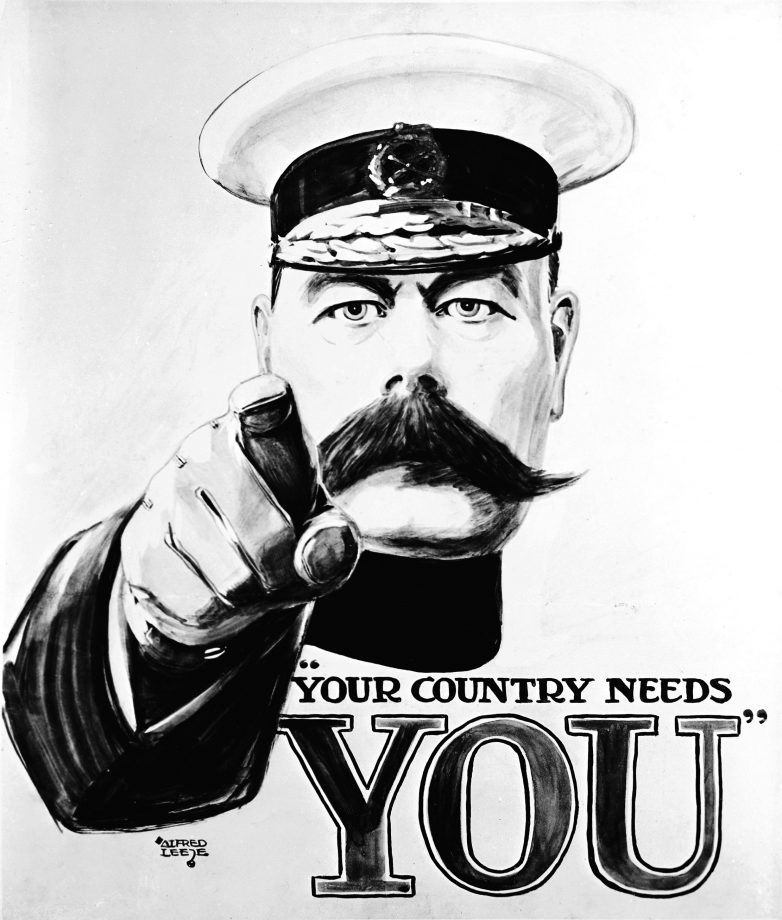
Recruteringsposter Eerste Wereldoorlog (1914)

For king and country is de titel van twee studioalbums van Cyan, een band rondom Robert Reed.

## Inleiding
Cyan Was rond 1993 een schoolbandje dat wel de professionele muziekwereld in wilde. Het kwam tot een demo opgenomen tussen september en december 1992 in Wales, die nog naar Pandragonzanger Nick Barrett werd gezonden. Toen Cyan al lang en breed uit elkaar was, kwam het verzoek van SI Music of ze die demo’s op hun platenlabel mochten uitbrengen. Dat mocht en toen was daar ineens For kings and country onder Silly Insects Simply 28; bijna helemaal volgespeeld door Reed met teksten van Stephen Reed. Cyan zou nog twee titels uitbrengen Pictures from the other side en The creeping vine. Leider Robert Reed begon toen nadat pogingen tot een vierde album waren mislukt aan een veel langer muzikaal avontuur; de band Magenta met Christina Booth.
Reed werd in de jaren tien van de 21e eeuw een muzikale duizendpoot, niet alleen leidde hij Magenta, maar er kwam een hele reeks eerbetonen aan de muziek van Mike Oldfield. Toen tijdens de coronapandemie alle concerten werden afgelast, vond Reed tijd en plaats om het debuutalbum van Cyan opnieuw op te nemen. Hij bracht daarbij (nieuwe) arrangementen in en verbeterde muzikale foutjes zodat het album kon klinken zoals hij het (bij terugkijken) in 1993 had bedoeld. Vanwege zijn naamsbekendheid kon hij ook nieuwe musici inhuren om mee te spelen. Het nieuwe arrangement is vooral te horen in de openingstrack The sorceror, dat aanmerkelijk langer werd dan het origineel.
Wat voor de muziek en teksten gold, gold ook voor de platenhoes; een man met hond staan voor een aanplakbiljet Your country wants you. Het resultaat van dat oorlogsverhaal leidt tot eindeloze begraafplaatsen met kruizen.

## Musici
- Robert Reed – alle muziekinstrumenten en zang, behalve
- Luke Machin – gitaar
- Peter Jones – zang, saxofoon, fluitjes
- Dan Nelson – basgitaar
- Tim Robinson – drumstel
- Angharad Brinn – zang
- Tesni Jones- zang

## Muziek
| Nr. | Titel                                   | Duur  |
| --- | --------------------------------------- | ----- |
| 1.  | The sorceror (Reed, Carl Smith)         | 15:09 |
| 2.  | Call me (Reed, Carl Smith)              | 5:24  |
| 3.  | I defy the sun (Reed, Steven Jones)     | 5:24  |
| 4.  | Don’t turn away                         | 7:41  |
| 5.  | Snowbound (Reed, Carl Smith)            | 6;19  |
| 6.  | Man amongst men                         | 11:43 |
| 7.  | Nightflight                             | 7:43  |
| 8.  | For king and country (Reed, Carl Smith) | 7:23  |

## Nasleep
Na twee jaar volgde ook een nieuwe versie van Pictures from the other side, die titel werd licht aangepast in Pictures from another side.